# Saccolenzuolo
Il saccolenzuolo è un particolare tipo di lenzuolo tipicamente utilizzato nei rifugi alpini o bivacchi.

## Utilizzo
L'escursionista che vuole dormire per una o più notti in un rifugio è obbligato ad avere con sé o un sacco a pelo o un saccolenzuolo, per lo più per motivi igienici, dato che gli stessi letti e cuscini sono utilizzati da persone diverse ogni volta. Oltre a ciò, l'utilizzo di sacchilenzuola contribuisce ad un prezioso risparmio di risorse, se comparato al caso in cui si debbano lavare ogni volta le lenzuola.

## Descrizione
Rispetto al sacco a pelo, il saccolenzuolo risulta vantaggioso dato che occupa meno spazio in uno zaino ed è molto più leggero; due fattori molti importanti per l'escursionismo.
Generalmente viene venduto nei negozi specializzati in articoli per la montagna in cotone o seta, a prezzi un po' più elevati, a una decina di euro. Alternativamente lo si può costruire artigianalmente utilizzando un lenzuolo matrimoniale e cucendolo longitudinalmente fino a metà, ed eventualmente aggiungendo un'apposita cerniera lampo. Alcuni modelli presentano un'apposita custodia per inserire il cuscino a mo' di federa.